# Cesare Colafemmina
Cesare Colafemmina (Teglio Veneto, 23 aprile 1933 – Grumo Appula, 12 settembre 2012) è stato uno storico, scrittore e biblista italiano.
Ha insegnato Epigrafia ed Antichità Ebraiche all'Università degli Studi di Bari Aldo Moro e Lingua e Letteratura ebraica presso l'Università della Calabria.

## Biografia
Storico dell'ebraismo in Italia meridionale e del cristianesimo dei primi secoli, ha studiato presso il Pontificio Istituto Biblico di Roma, dove ha conseguito la licenza in scienze bibliche e si è laureato in Filosofia presso l'Università degli Studi di Bari. Nel 1964 tornato in Puglia ha insegnato nel Pontificio seminario pugliese Nuovo ed Antico Testamento, greco biblico, ebraico e storia del sacerdozio. Dal 1975 è stato ricercatore presso l'Istituto di Studi Classici e Cristiani. Fonda la rivista Sefer Yuhasin nel 1985 e dirige la collana Judaica della Messaggi edizioni, tra le sue numerose pubblicazioni la traduzione e l'edizione critica della cronaca ebraica di Ahimaaz ben Paltiel. Ha collaborato con il diaspora research Institute dell'Università di Tel Aviv per le raccolte di fonti relative agli ebrei del Sud Italia. A Trani è stato direttore scientifico della Sinagoga-museo Sant'Anna, Sezione Ebraica del Museo Diocesano dell'Arcidiocesi di Trani-Barletta-Bisceglie. Scopritore di gran parte delle catacombe ebraiche di Venosa. È considerato il massimo esponente degli studi ebraici per Puglia, Calabria e Basilicata. Storico di fama internazionale, Cesare Colafemmina è stato socio onorario della Società di Storia Patria per la Puglia e consigliere dell'Associazione Italiana di Studi Giudaici.

## Opere (selezione)
Sino al 2012 Cesare Colafemmina ha pubblicato più di duecentocinquanta articoli scientifici, monografie e libri.
- S. Vincenzo da Lerino, Il Commonitorio. Introduzione, traduzione e note a cura di D. Cesare Colafemmina, Edizioni Paoline, Alba 1968,
- Apulia cristiana. Venosa: Studi e scoperte, Ecumenica Editrice, Bari 1973.
- Gli ebrei a Taranto nella documentazione epigrafica (secc. IV-X), in La Chiesa di Taranto, I : Dalle origini all'avvento dei Normanni, a cura di C. D. Fonseca, Congedo Editore, Galatina 1977
- Ebrei e cristiani novelli ad Altamura, in Altamura - Bollettino dell'Archivio Biblioteca Museo Civico, n. 21-22, 1979-1980.
- Ebrei a Corato nei secoli XIII-XVI, in Archivio Storico Pugliese 36 (1983)
- The Jews of Reggio Calabria from the End of the XV Century to the Beginning of the XVI Century, in Le Juifs au regard de l'histoire. Mélanges en l'honneur de B. Blumenkranz, ed. Gilbert Dahan, Picard, Paris 1985
- La colonia slava di Gioia del Colle nei secoli XV-XVI, in Gioia. Una città nella storia e civiltà di Puglia, a cura di Mario Girardi, Schena Editore, Fasano 1986
- Albanesi e Slavi a San Severo nei secoli XV-XVI, in: Atti del IX Convegno Nazionale sulla Preistoria-Protostoria-Storia della Daunia, 1987.
- San Nilo di Rossano e gli Ebrei, in Atti del Congresso Internazionale su S. Nilo di Rossano, (28 settembre-1º ottobre 1986), Università Popolare-Amministrazione Comunale, Rossano-Grottaferrata 1989
- Documenti per la storia degli ebrei in Puglia nell'Archivio di Stato di Napoli, Bari 1990.
- Albanesi e Slavi in Capitanata nei secoli XV-XVI, in: Nicolaus, studi storici, 1 (1994).
- Federico II e gli ebrei, in Federico II e l'Italia. Percorsi, luoghi, segni e strumenti, Edizioni De Luca-Editalia, Roma 1995.
- Basilicata, in L'Ebraismo dell'Italia meridionale peninsulare dalle origini al 1541: società, economia, cultura. Atti del IX Congresso internazionale dell'Associazione Italiana per lo studio del Giudaismo (Potenza-Venosa, 20-24 settembre 1292), a cura di C. D. Fonseca, M. Luzzati, G. Tamani, C. Colafemmina, Congedo Editore, Galatina 1996.
- Nuovi documenti sugli albanesi e gli slavi in Capitanata nei secoli XV e XVI in: Atti del XIV convegno sulla Preistoria, protostoria, storia della Daunia, San Severo 1996.
- Hebrew Inscriptions of the Early Medieval Period in Southern Italy, in: The Jews of Italy. Memory and Identity. Edited by B. Garvin and B. Cooperman, <<Studies and Textes in Jewish History and Culture>> VII, University Press of Maryland, Bethesda 2000
- Ahina‘az ben Paltiel, Sefer Yuhasin. Libro delle discendenze. Vicende di una famiglia ebraica di Oria nei secoli IX-XI, a cura di Cesare Colafemmina, Messaggi, Cassano Murge 2001.
- voce «Fulda» in Enciclopedia Fridericiana 2005.[7]
- The Jews in Calabria, Brill Academic Publications, Leida 2012.
- Digiuni penitenziali nella Puglia dei secoliIX-X: il caso di Oria, in: AA. VV., Bizantini, Longobardi e Arabi nella Puglia dell'Alto Medioevo: Atti del XX Congresso internazionale di studio sull'alto medioevo(Savelletri di Fasano, 3-6 novembre 2011), Fondazione Centro italiano di studi sull'alto medioevo, Bodoniana ed., Spoleto 2012.
- Jews and the grain, oil and wine Trades in 15th and 16th century Apulia, in: S. Simonsohn J. Shatzmiller (edited by), The Italia Judaica Jubilee Conference Brill Academic Publications, Leida 2013 (Postumo).
- Slavi e Albanesi in Puglia nel XV e XVI secolo, prefazione di P. Cordasco, Messaggi ed., Cassano Murge 2013 (postumo).

## Studi dedicati
- P. Cordasco - F. Pappalardo - N. Surico (a cura di), L'umanità dello scriba. Testimonianze e studi in memoria di Cesare Colafemmina, Bari 2015.
- G. De Sensi Sestito, Gli ebrei nella Calabria medievale. Studi in memoria di Cesare Colafemmina, Catanzaro 2013.
- G. Lacerenza, Hebraica Hereditas. Studi in onore di Cesare Colafemmina, Napoli 2005.

## Onorificenze e riconoscimenti
Tra i tanti riconoscimenti ricevuti
- Civica Benemerenza della città di Acquaviva delle Fonti nel 2011.[8]
- Premio Arca di Noè nel 2012 per cultura e sapere inscindibilmente uniti all'amore per la verità e per l'uomo, ambiti ai quali ha dedicato tutta la vita.[9].
- La Sala Conferenze del Palazzo De Mari di Acquaviva delle Fonti è stata intitolata al prof. Colafemmina nel Novembre 2012.